# 조류 가락지 부착 조사

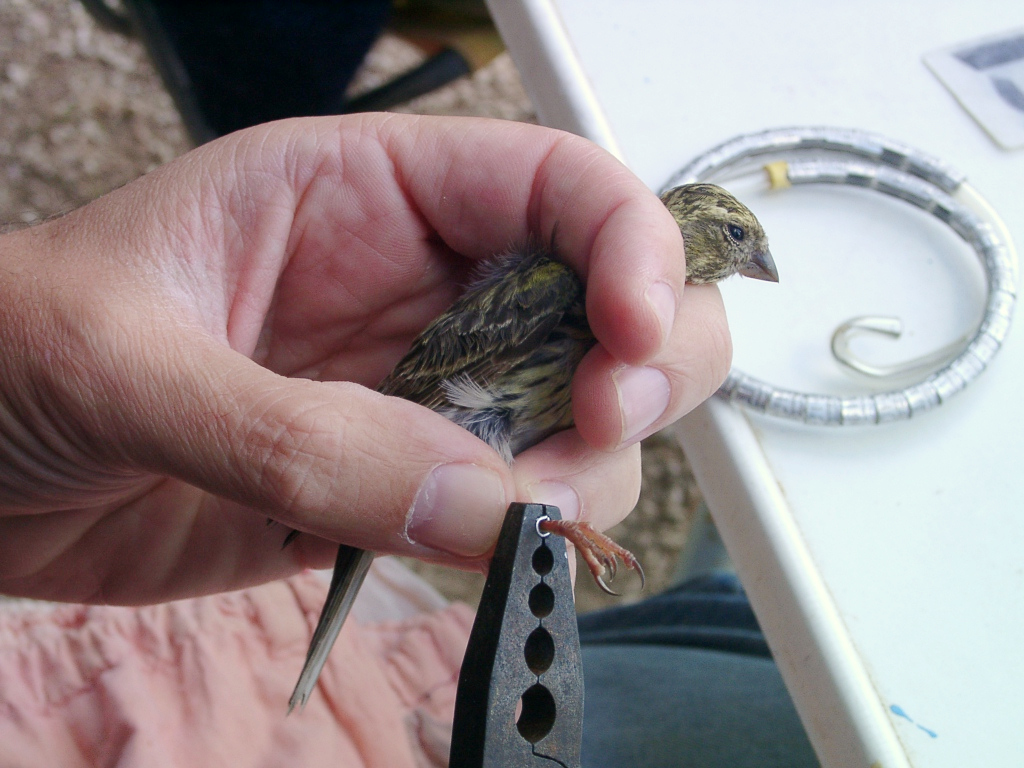
새에 가락지를 달고 있는 모습

가락지부착조사(Bird Banding, Bird Ringing) 혹은 조류표지법(鳥類標識法), 밴딩은 새의 생태 등을 조사하기 위한 방법 중의 하나로, 새의 다리나 날개에 번호가 적힌 금속 혹은 플라스틱 표지를 붙여 새들을 개체 단위로 식별하는 방식이다.  새에 다는 이 표지를 일컬어 '가락지'라고 한다. 가락지 부착 조사는 새의 움직임을 추적하거나 생활사 등을 알아내는데 도움을 준다. 새에 잡아 가락지를 다는 과정에서 보통 신체 부위의 길이 측정, 털갈이 상태나 피하지방, 연령대, 성별 등의 상태 검사와 측정이 이루어진다. 가락지를 달고 다시 새를 야생으로 돌려보낸 후, 그 새가 다시 잡히면 새의 이동, 죽음, 개체군, 활동 영역, 섭식 행동 등 다양한 정보를 제공받을 수 있다.

## 시행 기관

### 국내
국내에서 가락지부착조사를 시행하는 기관에는 국립생물자원관 국가철새연구센터, 국립공원공단 국립공원연구원 조류연구센터가 있다.

### 국외
일본의 경우 야마시나조류연구소가 일본 내 가락지부착조사를 총괄하고 있다.

## 명칭
국가철새연구센터, 조류연구센터 모두 대외적으로는 가락지부착조사라고 칭한다. 그러나 일선의 연구자들은 영문 명칭에서 따 와 밴딩이라고 부르는 경우가 대부분이다.
1. ↑  “가락지 발견 보고”. 《국립생물자원관 한반도의 생물다양성》. 2023년 8월 4일에 확인함.
2. ↑  “센터소개 - 주요업무”. 《국립공원공단 국립공원연구원 조류연구센터 홈페이지》. 2023년 8월 4일에 확인함.